# KPackage
KPackage — менеджер пакунків, який входить до складу графічного середовища KDE. Дозволяє керувати пакунками в операційних системах зі встановленим KDE, підтримує пакунки *.deb *.rpm *.tgz *.tar.gz.
Забезпечує графічний інтерфейс для керування, оновлення існуючих пакунків та отримання і встановлення нових. Крім того, допомагає керувати кешуванням пакунків.
KPackage є частиною модуля kdeadmin.